# Emorragia cerebrale
L'emorragia cerebrale è una sindrome neurologica acuta dovuta alla rottura di un vaso arterioso cerebrale e al conseguente stravaso di sangue nel parenchima cerebrale.
Si distinguono emorragie cerebrali "a sede tipica", localizzate cioè nelle strutture profonde (nuclei della base, capsula interna, talamo) e "a sede atipica", che si localizzano nella sostanza bianca parietale, frontale o occipitale. Le sedi sottotentoriali più frequentemente interessate sono il ponte e il nucleo dentato del cervelletto.

## Eziologia
La causa di gran lunga più frequente di emorragia cerebrale è la rottura di un vaso sanguigno dovuta al danno provocato da ipertensione arteriosa; in questo caso l'emorragia si localizza quasi sempre in sede tipica.
Altre cause responsabili di emorragia cerebrale sono:
- Rottura di malformazioni vascolari (aneurismi o malformazioni artero-venose)
- tumori cerebrali primitivi o metastatici (emorragia intra-tumorale)
- trasformazione emorragica di un ictus ischemico
- malattie emorragiche (leucemie, emofilia, coagulazione intravascolare disseminata, piastrinopenie) o complicanza nell'uso di farmaci anticoagulanti
- deposizione di sostanza amiloide a livello dei vasi arteriosi (emorragie lobari)
- emorragia intracranica da trauma

## Classificazione topografica
L'emorragia intracranica, dovuta alla rottura di un vaso sanguigno nella testa, può essere extra-assiale, indicando che avviene dentro il cranio ma fuori dal cervello, oppure intra-assiale, che si verifica dentro il cervello. 
Le emorragie extra-assiali possono essere ulteriormente divise in ematoma epidurale, ematoma subdurale ed emorragia subaracnoidea (a seconda che il sanguinamento si verifichi rispettivamente nello spazio compreso tra il cranio e la membrana cerebrale nota come dura madre, tra quest'ultima e la membrana aracnoide o fra l'aracnoide e la pia madre). Il sanguinamento entro i limiti della membrana pia madre (la più interna delle meningi) è noto come ematoma intracerebrale.
I sanguinamenti intra-assiali sono ulteriormente divisi in emorragia intraparenchimale, che avviene dentro le masse cerebrali grigia o bianca, e l'emorragia intraventricolare, che si verifica dentro le cisterne del sistema ventricolare cerebrale.

## Clinica

### Sintomatologia
I sintomi di norma compaiono all'improvviso (ictus) e possono evolvere anche molto rapidamente. Se il paziente è ancora vigile e sveglio, orientato e collaborante può riferire cefalea (mal di testa) e presentare vomito ma può giungere in ospedale già in uno stato di coma più o meno profondo e presentare (subito o durante l'evoluzione) crisi comiziali, irregolarità respiratorie, instabilità o aumento della pressione arteriosa da sofferenza dei centri modulatori cerebrali (Riflesso di Cushing), anomalie della temperatura corporea (iperpiressia) che aggravano la prognosi.

### Diagnosi
Dal punto di vista clinico non è possibile differenziare un'emorragia cerebrale da un ictus ischemico. Solo la TAC permette una diagnosi certa, differenziando i versamenti emorragici dalle aree ischemiche, rilevando l'eventualmente associata inondazione ventricolare.
La risonanza magnetica è necessaria invece in un secondo momento, per monitorare il riassorbimento dell'eventuale ematoma, in base al segnale emesso dai prodotti di degradazione dell'emoglobina. Inoltre le indagini di RMN encefalo possono evidenziare pregressi sanguinamenti. Tale riscontro è di fondamentale importanza per quanto riguarda controlli successivi del paziente in quanto suggerisce una eziologia diversa dall'ipertensione endocranica ed in particolar modo porta l'attenzione sulla Angiopatia Amiloidosica Cerebrale.
L'angiografia serve invece a individuare eventuali malformazioni vascolari o tumori cerebrali.

## Trattamento
Le misure più urgenti da prendere nel paziente affetto da emorragia cerebrale (messo a letto e in posizione supina) sono il controllo ad intervalli di tempo regolari della pressione arteriosa (intervenendo con prudenza e solo se necessario), la terapia dell'edema cerebrale (se e quando è presente), la riduzione dell'impegno metabolico dell'encefalo mediante "coma" indotto farmacologicamente (nei casi gravi). Inoltre è necessario "sostenere" la circolazione sanguigna e garantire la pervietà delle vie respiratorie (se necessario, anche mediante assistenza respiratoria meccanica con ventilatore).
La terapia chirurgica è da riservare ai pazienti con E. S. A. (emorragia subaracnoidea) secondo un'opportuna tempistica o con ematomi extra o subdurali; negli altri casi sono d'obbligo prudenza e un'attenta valutazione del quadro clinico.

## Prognosi
La prognosi dell'emorragia cerebrale è molto variabile in base al tipo di sanguinamento, dalle dimensioni dello stesso e dalla causa che lo ha provocato. Inoltre, le condizioni cliniche morbose preesistenti nel paziente possono influire in maniera negativa sulla prognosi. Molto temibili sono le problematiche di natura non neurologica che si possono sovrapporre in un paziente affetto da emorragia cerebrale. Le più frequenti sono di ordine infettivo (infezione delle vie urinarie e polmoniti in prima battuta). Seguono complicanze di ordine cardiaco (in particolar modo aritmie), problematiche legate alla formazione di lesioni da decubito e ulteriori episodi di sanguinamento cerebrale durante la degenza.